# Томазе
Томазе (устар. Томазее, Тома; нем. Tomasee) или Лай-да-Тума, Тума (романш. Lai da Tuma или Lag da Toma) — небольшое проточное ледниковое высокогорное озеро в Швейцарии. Официально считается истоком Рейна — самой большой реки в Швейцарии и Германии.
Озеро Лай-да-Тума с окружающими склонами внесено в швейцарский федеральный реестр «Ландшафты и памятники природы национального значения».

## Гидрография
Озеро располагается на высоте 2345 метров над уровнем моря в Сен-Готардском горном массиве, вблизи перевала Оберальп, на границе кантонов Граубюнден и Ури. От кантона Ури озеро отделяет лишь гора Пиц Бадус, от перевала Оберальп — гребни вершин Россбоденшток, Пацола Пиц и Филь Тюма. В ложбине между скатами этих вершин и образуется зеркало чистой горной воды величиной в 2,5 гектара.
В озеро, вытянутое с запада на восток, впадают несколько ручьёв; один из них уже считается рекой и называется Рейн-да-Тума. У восточного края озеро резко сужается и образует горловину с небольшим порогом, через который Рейн-да-Тума вырывается в долину внизу, чтобы, преображаясь последовательно в Передний, Альпийский, Верхний, Высокий, Средний и Нижний Рейн, преодолев 1232 километра, влиться в Северное море.

## Название
Этимология неясна. «Лай-да-Тума» дословно переводится как «озеро (у) Тумы», «Тумское озеро». Название впадающей в озеро реки «Рейн-да-Тума» можно грубо перевести как «Тумский поток», «Тумская быстрина». То есть и озеро, и пронизывающая озеро река названы не по своим характеристикам и свойствам, а по имени соседнего объекта, с которым они в глазах именовавшего как-то связаны. — Скорее всего, это вершина Пиц Тума к юго-западу от озера, чуть правее Пиц Бадуса, высота над уровнем моря 2749 метров. Весь западный берег озера от этой вершины и до Филь Тюма называется «Тумские Альпы», что в переводе с ретороманского значит «тумские пастбища», «тумские луга».
Некоторые источники предлагают возводить рето-романское «Тума» к греческому «Τύμβος» через латинское «Tumba», что значит «(могильный) курган», — возможно, гора напоминала его своей формой, а возможно, где-то поблизости располагалась известная именовавшим могила или общий могильник.
Другой источник уже прямо переводит «Тума» как «холм», а всё вместе как «Озеро на холме». В этой версии кажется довольно странным, что горные жители отличили одну гору от другой словом «холм»; да и вряд ли видевший озеро согласится, что оно находится «на холме».
Третья версия напрашивается сама собой: все другие языки швейцарской конфедерации приравнивают ретороманское «Тума» к привычному им «Тому» — то есть имени «Фома», тем более, что в арабском языке имя «Фома» звучит именно как «Тума» (отсюда немецкое Томазе, французское Лак-де-Тома или итальянское Лаго-ди-Тома). Христианский монастырь в ближайшем Дизентисе основан около 700-го года нашей эры. Гору могли назвать и в честь знаменитого апостола или монаха-тезоименинника, а могли использовать для названия горы и само значение его имени — «близнец».
И уже по названию горы получили свои имена и речка, и озеро на её пути — Лай-да-Тума.
Все эти версии имеют право на существование, но ни одна из них пока не была обоснована научно.

## Вопрос об истоке Рейна
Первым, кто назвал Лай-да-Туму источником всего Рейна, был учёный монах-бенедиктинец Плацидус А Спеша (1752—1833) из монастыря в Дизентисе. Географ и краевед, в 1785 году он совершил восхождение на Пиц Бадус (2928 м) и описал лежащее у его подножия озеро. Возможно, в его время действительно представлялось очевидным, что, если идти вверх по берегу Рейна, на слияниях выбирая более мощный приток, прийти можно было именно к Лай-да-Туме. Но с тех пор строительство многочисленных гидроэлектростанций и, возможно, некие долгосрочные климатические изменения, заметно повлияли на перераспределение водных ресурсов в Верхних Альпах. Передний Рейн, источником которого является Лай-да-Тума, сейчас едва ли мощнее Заднего, а горная речка Рейн-да-Медель, считающаяся притоком Переднего Рейна, на несколько километров его длиннее.
Так в утверждении, что Лай-да-Тума является истоком Рейна, появилась незаметная оговорка: «традиционно считается». — Вопрос же об «истинном истоке Рейна» пока не решён. Мало того, представляется довольно запутанным.

## Физико-географическая характеристика
В список охраняемых государством территорий ландшафт Лай-да-Тумы был занесён в 1977 году как «типичный» для Центральных Альп, «богатый минералами и флорой». Однако за прошедшее время озеро, видимо, редко привлекало внимание учёных. Даже такой простой вопрос, как высота озера над уровнем моря вызывает затруднения с ответом: это может быть и 2343 метра, и 2344, и 2345, и даже 2578! Так же непросто выяснить его размеры: «что-то около 250 метров в длину, 100 в ширину, при максимальной глубине 10 метров».
Ещё, к примеру, в «Словаре географических названий Швейцарии», изданном не далее, как в 1902-м году, пишется, что «ложе озера выложено гнейсом и серицит-филлитом», которые указывают, во-первых, на докембрийский характер почв озера, а во-вторых, на возможное содержание драгоценных металлов, — таких как золото, — в окружающей местности. Говорится также о том, что в озере вполне могла бы обитать озёрная форель (Salmo lacustris), и что прогулка к озеру представляет «большой ботанический интерес».
По скудным и небрежным данным можно предположить, что то, что типично для Верхних Альп, типично и для Лай-да-Тумы: рельеф от последнего ледникового периода; высокий снег; таяние глетчеров и фирнов; частые туманы; короткое жаркое лето; опасность разливов и селей; луговые травы и цветы; свист сурков и силуэт беркута.

## Интересные факты
- У тропинки вдоль северного берега Лай-да-Тумы долгое время была приделана табличка с надписью «Исток Рейна. 1320 км до устья». В 2010 году выяснилось, что расстояние указано с опечаткой, которая закралась в немецкую энциклопедию Lexikon Knaurs при её издании в 1932 году, и с тех пор распространилась повсеместно. Однако в то время принято было считать длину Рейна равной 1230-ти километрам. В связи с обнаруженной ошибкой расстояние пересчитали и теперь длина Рейна указывается в 1232 километра[18].
- От перевала Оберальп к Лай-да-Туме ведут две тропинки. Обе начинаются, грубо говоря, с железнодорожного вокзала, на котором путешественник увидит настоящий… маяк! Это самый высоко расположенный маяк в мире (2046 метров над уровнем моря). Уменьшенная копия малого маяка в Роттердаме[англ.], символически связывающая исток Рейна с его устьем. По проекту, за маяком должна располагаться баржа, прибывшая своим ходом по Рейну из Роттердама до Базеля, разобранная там на части и доставленная сюда. В ней предусматривалось разместить музей. Но на это у организаторов уже не хватило средств. Хотя от воплощения идеи они, по их словам, не отказались, а лишь отложили на время[19].
- 3-го мая 2012 года швейцарский пловец Эрнст Бромейс символически поплавал в небольшой лунке, вырубленной во льду на озере Тома, приступив таким образом к осуществлению замысла «проплыть от истока Рейна до устья за один месяц». Проект назывался «Воды Швейцарии» и был призван привлечь внимание туристов к курортам, расположенным по берегам Рейна. 16-го мая, простудившись, недооценивший температуру воды пловец собрал пресс-конференцию в Цюрихе и объявил, что дальше плыть он не сможет[20].
- На северном берегу озера, рядом с тропинкой, в укромном месте спрятан градусник. Участники одного онлайн-клуба туристов, проходя очередной квест, должны измерить температуру воды в озере и сообщить данные по указанному на сайте телефону. За это им начисляются очки. Градусник они обязаны вернуть на место[21].
- Как известно, Сен-Готардский горный массив является крупнейшим водоразделом в Европе. С его склонов берут начало такие полноводные реки как Рейн, Рона, Ройс и Тичино. В 2012 году энтузиаст пешего туризма Поль Дюбахер из швейцарского города Люцерн убедил спонсоров, частных владельцев и правительство разработать единый маршрут «Четыре истока»: за несколько дней группа желающих посещает четыре истока знаменитых европейских рек; прошагав по долам, весям и кряжам 85 километров; осмотрев четыре стороны света с четырёх площадок, подобранных для обзора; не забывая про звёзды, конечно. Лай-да-Тума — это первый этап маршрута. В связи с этим на озере многое привели в порядок, поставили памятный знак с официальным логотипом тура, а поток туристов увеличился настолько, что у некоторых швейцарцев это стало вызывать лёгкое беспокойство[22][23].